# 10164 Akusekijima
10164 Akusekijima (1995 BS1) là một tiểu hành tinh vành đai chính được phát hiện ngày 27 tháng 1 năm 1995 bởi T. Kobayashi ở Oizumi.